# وشمكير
ظَاهِرُ الدَّوْلَةِ أبُو مَنْصُوْرٍ وَشَمْكِيْرُ الزِّيَارِيُّ (توفي 1 محرم 357 هـ) هو ثاني حاكم زياري وصل إلى الحكم بعد مقتل أخيه مرداويج عام 323 هـ. على الرغم من وجود غموض واختلاف فيما يتعلق بدين وشمكير. مع ذلك فهو يعتبر في الغالب زيديًا شيعيًا.